# Xã Godfrey, Quận Madison, Illinois
Xã Godfrey (tiếng Anh: Godfrey Township) là một xã thuộc quận Madison, tiểu bang Illinois, Hoa Kỳ. Năm 2010, dân số của xã này là 17.982 người.